# Kushiro (provincia)
Kushiro, scritta ufficialmente Kushiro no Kuni (giapponese: 釧路国), fu una provincia del Giappone. Corrisponde all'odierna subprefettura di Kushiro e a parte della subprefettura di Abashiri.

## Storia
- 15 agosto 1869: viene istituita la provincia di Kushiro con 7 distretti;
- 1872: la provincia conta 1 734 abitanti;
- 1882: la provincia si dissolve in Hokkaido.

## Distretti
- Shiranuka (白糠郡)
- Ashoro (足寄郡)
- Kushiro (釧路郡)
- Akan (阿寒郡)
- Abashiri (網尻郡)
- Kawakami (川上郡)
- Akkeshi (厚岸郡)